# ブラーン (ソマリア)
ブラーン (Buraan, Hiil Buraan, Hiil Borraan) はソマリア / ソマリランドのサナーグ地域の町。主な住民はワルサンガリ氏族。現在ではプントランドの影響が強いが、ソマリランドも領有権を主張している。

## 概要
ブラーンはこの辺りでは古い集落である。イギリスの植民地時代、この周辺では、スール高原にブラーン、ゲビ渓谷にCeel-Doofaa, Xubeera, ハダフティモの4集落が確認されている。
2012年5月、プントランド教育副長官がブラーンなどの教育機関を視察。
2014年3月、ワルサンガリのGaashaanbuurコミュニティはブラーンで会合を開き、ソマリランド共和国に参加すること、プントランドとの関係を断つこと、ブラーン、エル・アヨ、バリブスレ,、Cawsaneのプントランド事務所を閉鎖することが決議された。
2014年6月5日、プントランド政府は環境の日を記念して、ブラーンなどの都市に植林を行うと発表した。
2014年7月、ソマリランド軍がブラーンに侵入。これに対してブラーンの住民は抗議を行っている。
2015年11月、降雨を祈るため、企業や学校を休日として、雨ごいが行われた。
2016年4月、ソマリランドのマスコミSomaliland Sunは、ワルサンガリのほとんどの民兵がプントランドからソマリランドに所属を変え、ブラーンの町に集まったと報じた。
2017年6月、ブラーンで公立病院の建設が始まったと報じられた。
2019年10月、エチオピアからソマリア北部沿岸の町ボサソに向かうエチオピア移民を乗せたトラックがブラーン地区付近で武装集団に襲われ、ソマリア人運転手が死亡し、乗客も負傷した。
2020年4月、ブラーンの警察が、プントランドによるエチオピアからのカートの輸入禁止措置を受けて、違法なカートを押収した。
2020年4月、ミディガーレ村とオーセイン村の間で民間人が民兵に殺され、その民兵はブラーン方面に逃亡した。
2021年1月、ソマリランドが全国選挙でサナーグ地域での投票促進を試みたが、ブラーンはダハール、ヒンガロール、エル・アヨなどと共にプントランド領であるとして絶対阻止するとプントランド政府担当者がコメントしている。6月にはプントランド関係者が、サナーグ地域のラス・コレー、バハン、ヒンガロール、ダハール、およびブラーン地区ではソマリランドによる有権者登録と選挙が行われなかったと発表した。

## 関連人物
- ボタン・アフメド・ボタン（Botan Axmed Botan, Botaan Axmed Bootaan） - ブラーン地区知事[16]

## 教育
2019年7月、プントランドで行われた学校評価の中で、ブラーン地区の学校が1位の評価を受けた。